# Justus Georg Westphal
Justus Georg Westphal (Kolborn, 18 marzo 1824 – Luneburgo, 9 novembre 1859) è stato un astronomo e matematico tedesco.

## Biografia
Westphal nacque il 18 marzo del 1824 a Kolborn, oggi quartiere di Lüchow, nella Bassa Sassonia.
Conseguì il dottorato presso l'Università di Gottinga nel 1852, con una tesi pubblicata come Evolutio readicum aequationum algebraicarum e ternis terminis constantium in series infinitas.
Fu studente di Carl Friedrich Gauss, allora direttore dell'osservatorio di Gottinga, presso il quale Westphal lavorò come assistente, con il ruolo di "osservatore". Nel 1854 fu designato lettore, ma già prima della morte di Gauss nel 1855 aveva rinunciato ai suoi incarichi astronomici, venendo sostituito dal collega Ernst Friedrich Wilhelm Klinkerfues.
Westphal è principalmente noto per aver scoperto la cometa periodica che porta il suo nome, 20D/Westphal, il 24 luglio 1852. C. H. F. Peters scoprì indipendentemente la cometa da Istanbul il seguente 3 agosto. Sebbene ne fu osservato, come previsto, il ritorno nel 1913, la cometa manifestò un aspetto insolito e quattro giorni prima di raggiungere il perielio si affievolì fino a sparire. Si ritiene che in quella occasione la cometa si sia disintegrata. Ciò ha ricevuto una prima conferma nel biennio 1975-1976, quando non hanno dato risultati le ricerche fotografiche che avrebbero dovuto permettere di osservarne il ritorno nel sistema solare interno previsto per quegli anni. La cometa ad oggi è considerata perduta.
Westphal non scoprì altre comete o asteroidi, sebbene abbia compiuto numerose osservazioni di asteroidi e abbia calcolato gli elementi orbitali per diversi di essi.
Westphal, che ebbe una salute cagionevole per gran parte della sua vita, morì a Luneburgo il 9 novembre 1859, a soli 35 anni.

## Omonimie
Stante la breve carriera professionale, l'Astrophysics Data System (ADS) ed altri motori di ricerca possono fornire alcuni risultati spuri per Westphal, in conseguenza di omonimie. In particolare, sono a lui correttamente attribuibili le comunicazioni relative al periodo 1853-1859.
Suoi omonimi possono risultare l'astronomo tedesco Johann Heinrich Westphal (1794 – 1831) e il geofisico Alfred Friedrich Julius Westphal (1850 – 1924).